# Морта (богиня)
Морта (лат. Morta) — в древнеримской мифологии богиня смерти. Одна из трёх сестёр Парок, олицетворяющих собой древнеримские представления о Судьбе. В древнегреческой мифологии ей соответствует мойра Атропос. Она отвечает за боль и смерть, что человек ощущает на грани сна и яви. Её отец — бог ночи, а мать — богиня тьмы. Она приходит и перерезает нить жизни, прекращая тем самым боль и избавляя от страданий.
Вместе с сёстрами Ноной и Децимой контролирует метафорическую нить жизни.